# Ácido ferúlico
Ácido ferúlico é um composto químico orgânico, pertencente a família de compostos chamados ácidos hidroxicinâmicos. 
O ácido ferúlico é um potente antioxidante fenólico encontrado em altas concentrações em plantas, principalmente no farelo de arroz e de milho, também é um composto bioativo encontrado na Própolis. Possui um alto potencial fotoprotetor, age como uma barreira de membrana celular, impedindo a atividade de radicais livres e minimizando os efeitos dos dímeros de timina que são agentes carcinogênicos resultantes da exposição da pele à radiação UV. Nos últimos anos o potencial fotoprotetor do ácido ferúlico tem sido amplamente estudado. Dados científicos mostram que a aplicação tópica do ácido ferúlico inibe a formação de eritema provocado pela exposição da pele aos raios ultravioletas B (UVB) (Saija et al, 2000). Além disso, a ação fotoprotetora é acompanhada pela sua atividade antioxidante. 
O ácido ferúlico é um composto fenólico com notável potencial terapêutico para a saúde óssea. Estudos demonstram suas propriedades anti-inflamatórias, antioxidantes e osteoprotetoras, atuando na supressão da osteoclastogênese, inibição da reabsorção óssea e promoção da osteogênese. O ácido ferúlico mostrou-se eficaz na prevenção da osteoporose induzida por glicocorticoides, na atenuação da perda óssea causada por radiação e no tratamento da osteoartrite. Sua incorporação em biomateriais avançados também apresenta resultados promissores para a engenharia de tecidos ósseos, posicionando o ácido ferúlico como um agente terapêutico potencial para diversas condições ósseas e articulares.
Indicado mais nos tratamentos estético com finalidade de prevenção e tratamento, geralmente usado com associações com outros ativos como Vitamina C (ácido ascórbico)   
Concentração Usual: Ácido ferúlico como ativo único: 0,1 - 0,5% 